# Лубяновский, Фёдор Петрович
Фёдор Петрович Лубяновский (1777—1869) — пензенский (1819—1831) и подольский гражданский (1831—1833) губернатор, сенатор, литератор, мемуарист, масон; действительный тайный советник. Родоначальник дворянского рода Лубяновских.

## Биография
Происходил из рода потомственных священников, сын священника Петра Фёдоровича Лубяновского; мать — сестра сенатора, тайного советника З. Я. Корнеева. Родился 9 (20) августа 1777 года в селе Млины Зеньковского уезда Полтавской губернии.
Начальное образование получил в семье; отец учил его «русской и латинской грамоте, сам большой латинист». В 1787—1790 годах учился в Харьковском коллегиуме, а с января 1793 года — в Московском университете: посещал лекции И.-М. Шадена — по нравственной философии и политике, Ф. Баузе — по римскому праву, Виганда — по древней истории, И. Мельманна — по эстетике и латинской словесности, З. А. Горюшкина — по российскому законодательству, П. И. Страхова — по опытной физике; уже 1794 году получил серебряную медаль за сочинение по русской словесности. В Москве Лубяновский познакомился с И. В. Лопухиным, Х. А. Чеботарёвым, И. П. Тургеневым, М. И. Невзоровым, И. И. Дмитриевым, М. М. Херасковым. Особую роль играл И. В. Лопухин, опекавший молодого студента; он не только следил за его университетскими занятиями, но и сам занимался «воспитанием души» юноши; по его рекомендации во время обучения Лубяновский жил в доме Чеботарёва.
По окончании университета, в конце 1795 года, Лубяновский, благодаря содействию И. В. Лопухина, определился на военную службу адъютантом к генерал-аншефу князю Н. В. Репнину. В 1798 году сопровождал его в поездке в Берлин и Вену. В связи с опалой Репнина, который не смог отвлечь Пруссию от дружественных сношений с республиканской Францией, в том же году стал инспекторским адъютантом при генерале от инфантерии Б. П. Ласси, сменившим Репнина. В 1799 году был отставлен от военной службы с производством в штабс-капитаны и в следующем году уехал за границу, сопровождая княгиню Лобанову-Ростовскую в её путешествии по Европе.
В 1802 году возвратился в Россию, в октябре приехал в Петербург и по рекомендации графа В. П. Кочубея получил должность секретаря в канцелярии Министра внутренних дел под непосредственным начальством М. М. Сперанского. Одновременно управлял делопроизводством в комитете о земском войске (ополчении) при генерал-фельдмаршале графе Н. И. Салтыкове. В 1808 году был произведён в статские советники. Благодаря заботам Н. И. Салтыкова, Ф. П. Лубяновскому был пожалован орден Св. Анны, а 13 мая 1809 года он получил новое назначение — статс-секретаря и управляющего делами принца Георгия Ольденбургского в Твери; 11 августа 1809 года был произведён в действительные статские советники и назначен управляющим экспедицией водяных сообщений.
В 1810 году, из-за конфликта с великой княгиней Екатериной Павловной был уволен в отставку и переселился в Москву. Здесь Лубяновский много занимался переводческой деятельностью: перевёл на русский язык роман французского писателя Ф. Фенелона «Приключения Телемака», который был издан в Москве в 1797—1800 годах; романы И. Г. Юнга-Штиллинга «Тоска по отчизне» и «Феобальд, или Мечтатели» (Москва, 1819). Литературную известность ему принесла книга «Путешествие по Саксонии, Австрии и Италии в 1800, 1801 и 1802 годах» в трёх частях, которая вышла в свет в Санкт-Петербурге в 1805 году.
В 1819 году Ф. П. Лубяновский сменил М. М. Сперанского на должности пензенского губернатора. В его губернаторство было открыто первое в России училище садоводства и обустроен общественный парк. По словам Вяземского, пензенского губернатора Лубяновского не любили, говорили, что он потакал ворам и не из простоты, хотя человек он был умный, но ума не открытого и не возвышенного.
14 января 1830 года он получил чин тайного советника и вскоре был назначен подольским гражданским губернатором. Отвечая архиепископу Подольскому Кириллу митрополит Филарет писал о Лубяновском: «Он и отсюда виден странно действующим: находит одни затруднения в том, что другие легко сделали в местах более трудных…». Будучи 14 мая 1833 года назначенным в Сенат, Лубяновский продолжал в течение ещё четырёх месяцев управлять Подольской губернией. В декабре 1833 года назначен членом комиссии об ординатских имениях князей Радзивиллов, с 1835 года был членом попечительства по имениям князей Радзивиллов, а в следующем году вошёл в число членов попечительства по делам князя Разумовского.
В 1841, 1845 и 1847 годах он был первоприсутствующим в соединенном присутствии Сената, а с 1 января 1846 года первоприсутствующим во 2-м департаменте. С 3 апреля 1849 года —действительный тайный советник. С 1 января 1865 года присутствовал в общем собрании 4-го, 5-го и Межевого департаментов Сената.
После приезда в Санкт-Петербург Лубяновский познакомился с А. С. Пушкиным (в апреле 1833 года они вместе представлялись императрице Александре Федоровне). Это знакомство продолжилось и позже — он жил в одном доме с Пушкиным, на набережной Мойки, а незадолго до трагической гибели поэта, Ф. П. Лубяновский принимал его у себя на званном обеде.
В 1839 году был избран в действительные члены Российской Академии, почётные члены Московского университета.
Умер 2 (14) февраля 1869 года в Санкт-Петербурге. Похоронен в Фёдоровской церкви Александро-Невской лавры.
По отзывам современников, Лубяновский был противоречивой личностью: благородство натуры, трудолюбие, жажда познаний сочетались в нём с чиновностью и ловкостью в делах. Общавшийся в течение своей долгой жизни со многими историческими лицами, имевший доступ к секретным документам, он был известен как неповторимый рассказчик. В. А. Инсарский отзывался о нем как о жестоком крепостнике, взяточнике и ханже. Он нажил огромное состояние, которое поразило Николая I, узнавшего о нем из формуляра и запросившего о способах его приобретения. Лубяновский нагло отвечал, что «состояние приобретено литературными трудами и вообще частными занятиями».

## Награды
Среди прочих наград Лубяновский имел ордена:
- Орден Святой Анны 1-й степени (30 августа 1821 года, императорская корона к этому ордену пожалована 12 августа 1831 года)
- Орден Святого Владимира 2-й степени (3 сентября 1824 года)
- Орден Белого орла (11 апреля 1832 года)
- Орден Святого Александра Невского (30 января 1846 года, алмазные знаки к этому ордену пожалованы 1 января 1856 года)
- Орден Святого Владимира 1-й степени (1 января 1865 года)

## Семья
Жена (с 1809 года) — Александра Яковлевна, урождённая Мерлина (01.08.1782 — 28.03.1863), дочь генерал-майора Я. Д. Мерлина. По словам Вигеля, она была женщина довольно капризная, но добрая и совсем невзыскательная. Принесла мужу довольно большое состояние, что позволяло Лубяновскому жить роскошно и открыто. Похоронена рядом с мужем на кладбище Александро-Невской лавры. Их дети:
- Пётр (1809—1874) — генерал-лейтенант
- Николай (1817—19.03.1889) — полковник
- Анастасия (1812—04(16).08.1889[8]) — замужем за маркизом Кордеро-ди-Монтеземолла
- Александра (1815—1848) — замужем за Юлием Григорьевичем фон Бильдерлингом